# Randy Bachman
Randolph Charles Bachman (* 27. září 1943 Winnipeg, Manitoba) je kanadský rockový hudebník (kytarista a zpěvák). Je známý především jako člen skupiny The Guess Who a Bachman–Turner Overdrive (BTO).
V roce 2000 se objevil Bachman společně se svými kolegy z BTO i v televizním seriálu Simpsonovi. Matt Groening, autor Simpsonových (jeho otec pochází z Winnipegu), je známý fanoušek BTO.

## Sólová diskografie
- Axe (1970)
- Survivor (1978)
- Any Road (1993)
- Bob's Garage (Live) (1993)
- Merge (1995)
- Songbook (1998)
- Every Song Tells a Story (2002)
- Jazz Thing (2004)
- Heavy Blues (2015)